# Наполеон (филм, 1995)
Вижте пояснителната страница за други значения на Наполеон.
„Наполеон“ (на английски: Napoleon) е австралийски игрален филм (приключенски) от 1995 г. на режисьора Марио Андреакио, по сценарий на Майкъл Баурчър, Марио Андреакио и Марк Солцман. Музиката е композирана от Бил Конти.

## Дублажи
На 4 юли 2015 г. БНТ 1 излъчва филма с български дублаж за телевизията в превод на Тония Микова. На 15 юли 2017 г. започва излъчване по NOVA с превод на Саша Добрева.